# André Hubert Dumont
André Hubert Dumont, född 15 februari 1809 i Liège, död där 28 februari 1857, var en belgisk geolog.
Dumont var från 1836 och fram till sin död professor i mineralogi och geologi vid universitetet i Liège. Han utgav bland annat Carte géologique de la Belgique (nio blad jämte beskrivning, 1836–1849). Han tilldelades Wollastonmedaljen 1840.

## Utmärkelser
- Wollastonmedaljen,  5 februari 1840[6][5]
- Riddare av Leopoldsorden,  14 december 1846[7]
- Officer av Leopoldorden,  18 december 1853[8]
- Riddare av Obefläckade avlelsens orden,  5 augusti 1854[9][10]
- Riddare av Nordstjärneorden,  28 augusti 1855[11]
- Kommendör av Leopoldsorden,  16 december 1855[12]

[Redigera Wikidata]